# E-médecine
L’E-médecine désigne pour les francophones une forme de  pratique médicale s'appuyant fortement sur l'internet et en particulier le Web 2.0 et éventuellement les robots médicaux, permise par le développement depuis la fin du XXe siècle des techniques de l'informatique médicale. 

## Enjeux et limites
L'enjeu principal est celui d'une amélioration de la qualité du service de santé publique et d'une diminution des coûts globaux espérée à service égal.
Bien que nécessitant idéalement l'accès au haut-débit et/ou à la fibre optique, il  est aussi parfois présentée comme porteuse d'espoir pour les pays pauvres en infrastructures médicales, pour la médecine à distance (télémédecine) et la médecine de catastrophe, en s'appuyant éventuellement dans ces cas sur des démarches open source, mais également source de controverses quand elle est présentée comme un moyen d'abaisser les coûts de la médecine ou quand il s'agit de remplacer le médecin par la machine, au détriment de la relation patient-médecin.
L'informatisation de la médecine exige des temps de formation supplémentaires et une formation tout au long de la vie importante. 
Selon une étude parue dans le Journal of the American Medical Association (JAMA) chez les 200 000 médecins américains utilisant l’e-prescription, le taux d’erreurs constaté sur les ordonnances électroniques est comparable à celui des ordonnances manuelles : autour de 12 %.

## Prospective
L'informatique ubiquitaire pourrait théoriquement permettre un suivi des patients où qu'ils soient. Et de manière inattendue l'informatique développé pour les jeux vidéo est déjà utile à la médecine, et pourrait l'être encore : par exemple Kinect 2, un nouveau capteur infrarouge et de voix et de mouvements de Microsoft, développé pour la Xbox One présente des fonctionnalités de détection de la température, du rythme cardiaque, de la tension musculaire qui intéressent aussi le monde médical. Le capteurs de mouvements Kinect qui libèrent les joueurs de la manette ont évité des solutions d’« immersion virtuelle » plus compliquées et chères.